# Euphorbia bubalina
Euphorbia bubalina är en törelväxtart som beskrevs av Pierre Edmond Boissier. Euphorbia bubalina ingår i släktet törlar, och familjen törelväxter. Inga underarter finns listade i Catalogue of Life.

## Bildgalleri

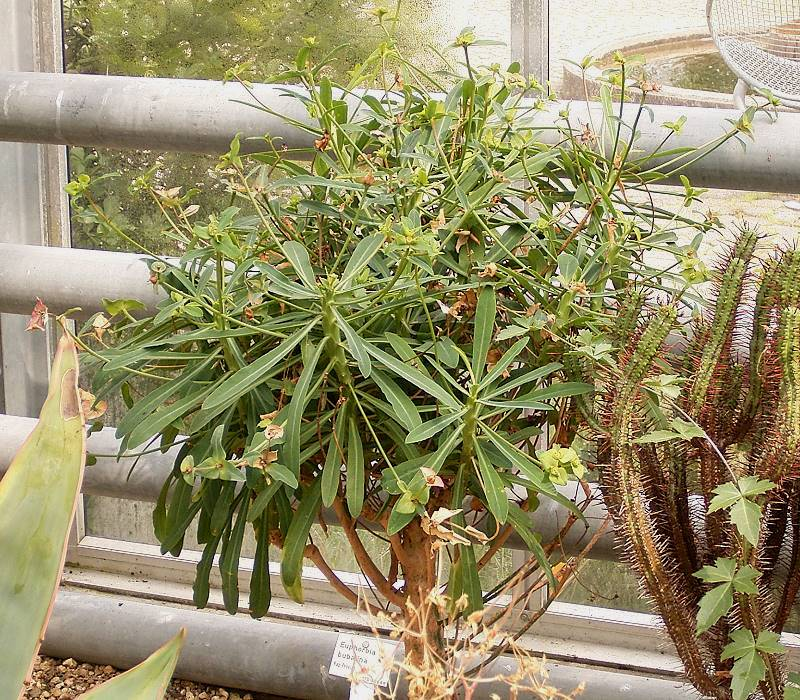
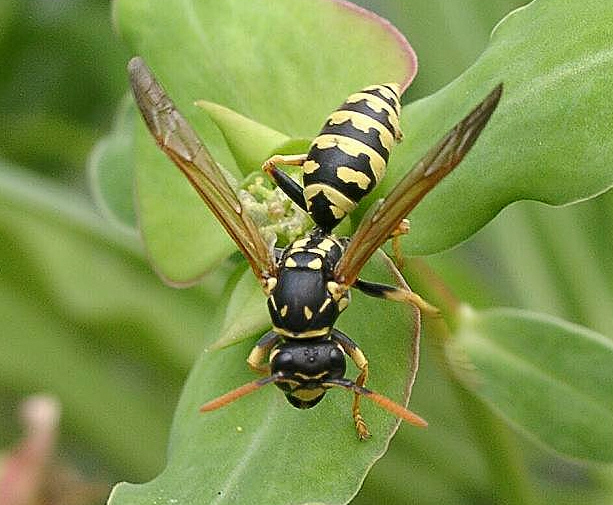
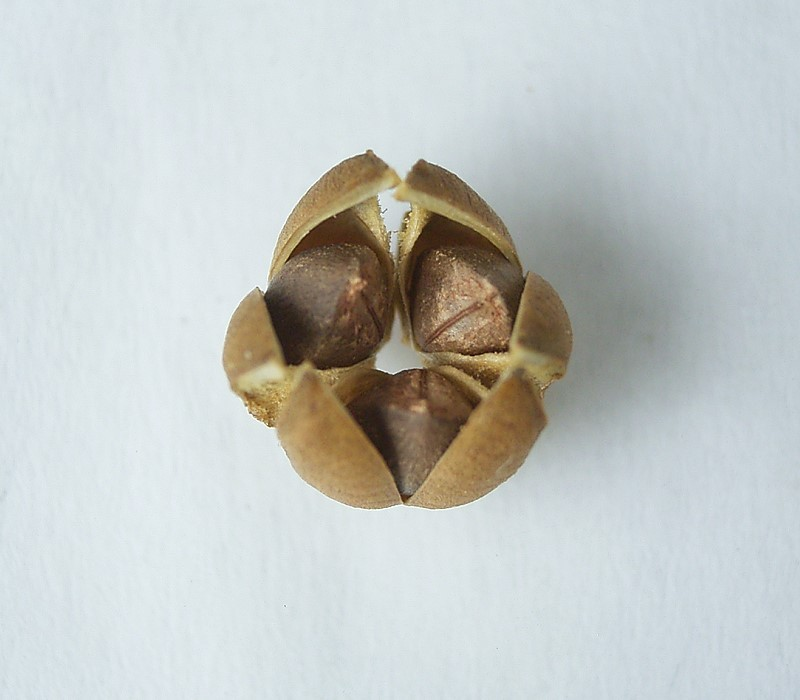
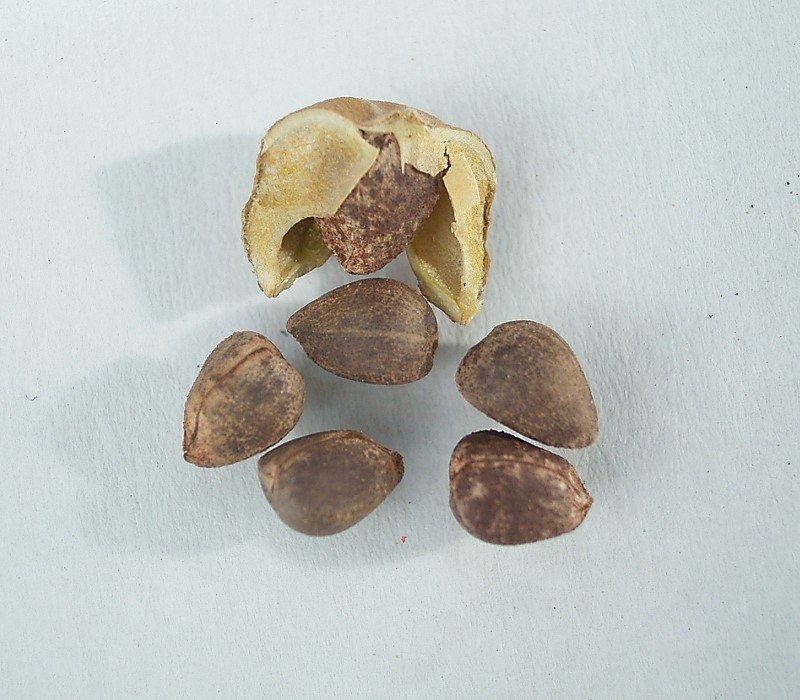